# Zieleniec (województwo warmińsko-mazurskie)
Zieleniec (niem. (Groß) Radzienen, w latach 1938–1945 Hügelwalde) – wieś w Polsce położona w województwie warmińsko-mazurskim, w powiecie szczycieńskim, w gminie Wielbark.
W latach 1975–1998 miejscowość należała administracyjnie do województwa olsztyńskiego.